# Chalaenaria
Chalaenaria là một chi bọ cánh cứng trong họ Chrysomelidae.
Chi này được Medvedev miêu tả khoa học năm 2003.

## Các loài
Chi này gồm các loài:
- Chalaenaria viridis Medvedev, 2003